# In memoriam (groupe)
Pour les articles homonymes, voir In memoriam.
In memoriam est un groupe de rock identitaire français (RIF),  qui a vu le jour en 1994. Il a sorti quatre albums et deux mini-CD.

## Biographie
Les 25 et 26 avril 1999, In Memoriam a joué à Belgrade durant l'opération Allied Force « pour soutenir les Serbes alors victimes des bombardements américains ». Le 25 au soir, ils ont ainsi joué un concert sur le pont Brankov en bouclier humain. Les groupes Brixia et Basic Celtos y participent également[source insuffisante].
Le 31 juillet 2015, In Memoriam assure la première partie du groupe de rock alternatif La Souris déglinguée (LSD) lors d'un concert à Fréjus,.

## Polémiques
La venue du groupe est parfois contestée par des groupes antifascistes et des élus locaux.
En 2017, un serveur est licencié pour avoir fait venir le groupe dans l’établissement où il travaillait.

## Discographie

### Albums
Tous les albums d'In Memoriam sont sortis sur le label Mémorial Records fondé par Julien Beuzard. Le premier album est dédié à Sébastien et Xavier.
C9M est le sigle de "Comité du 9 Mai".
Les thèmes traités sont divers, notamment l'histoire de France et l'Europe.